# Inocencio Lario Carrillo
Inocencio Lario Carrillo (* 28. Februar 1984 in Lorca) ist ein spanischer Beachvolleyballspieler.

## Karriere
Lario wurde 2004 mit Miguel Ángel de Amo U21-Weltmeister. In den folgenden Jahren spielte Lario mit wechselnden Partnern. 2008 gelang ihm mit Adrián Gavira Collado ein zweiter Platz beim Mazuri Open in  Stare Jabłonki. Von 2009 bis 2012 spielte Lario mit Raúl Mesa. Das Duo belegte im ersten gemeinsamen Jahr Platz 17 bei der WM in Stavanger und wurde Neunter bei der EM in Sotschi. 2010 in Berlin verpassten Mesa/Lario durch ein 0:2 gegen die Letten Plavins/Smedins nur knapp eine EM-Medaille. Bei der Weltmeisterschaft 2011 schieden sie in der ersten Hauptrunde gegen die späteren Gesamtsieger Emanuel/Alison aus. Bei der WM 2013 in Stare Jabłonki schied Lario an der Seite von Javier Monfort Minaya sieglos nach der Vorrunde aus.
Seit 2017 spielt Lario mit verschiedenen Partnern fast ausschließlich auf nationalen Turnieren.